# Victoria Justice
Victoria Dawn Justice (Hollywood, Florida, Estats Units, 19 de febrer de 1993) és una cantant, actriu, model i compositora. És coneguda per fer de «Lola Martínez» a la sèrie Zoey 101; també, per la sèrie Victorious, on el seu personatge és «Tori Vega». En l'actualitat viu entre Florida i Los Angeles, Califòrnia.

## Biografia
Victoria Dawn Justice va néixer el 19 de febrer de 1993 a Hollywood, Florida. És filla de Zack i Assereni Justice. Victoria és d'ascendència porto-riquenya per part de la seva mare i irlandesa per part del seu pare. Té una germana, per part de la seva mare, Madison Reed.

### 2003— 09: Començaments de carrera

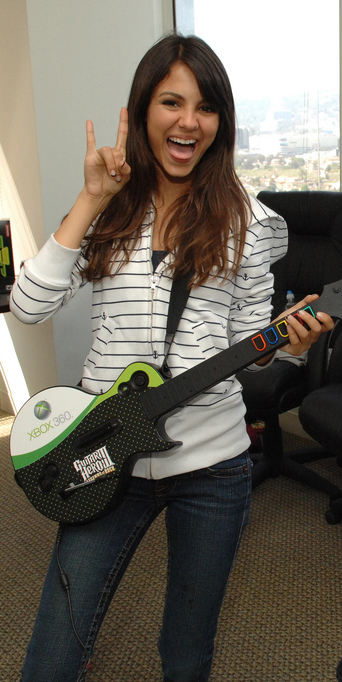
Justice el 2008.

Justice va començar la seva carrera com a actriu quan tenia 10 anys, quan va fer una aparició com a convidada en l'episodi de Gilmore Girls en l'episodi The Hobbit, the Sofa and Digger Stiles. Justice va interpretar Jill No. 2. Després de la seva aparició en la sèrie, la seva família es va traslladar a Los Angeles, quan Justice va dir que ella volia fer carrera en l'actuació. L'any següent, Justice va protagonitzar el segon episodi de la sèrie del canal Disney The Suite Life of Zack & Cody, en el qual ella va fer el paper d'una concursant jove del concurs anomenat Rebecca. Més tard, Justice va ser triada per un paper en el thriller dramàtic Mary (2005). Justice va retratar el paper de Stella, una noia jove que comença a veure visions de Maria Magdalena. La pel·lícula es va estrenar en el Festival de Venècia (2005), abans de ser mostrada en diversos altres festivals, incloent el Festival de Toronto, Festival de Deauville i Festival Internacional de Cinema de Sant Sebastià (2005). Durant el mateix any, a Justice se li va concedir un paper principal en la sèrie de Nickelodeon, Zoey 101, com Lola Martínez, una nova estudiant que també és una aspirant a actriu. Quan es va assabentar que s'havia guanyat el paper, va dir, «Jo estava molt feliç, vaig saltar cap amunt i cap avall i cridant. Aquest va ser un gran moment». L'episodi de la segona temporada que va introduir el personatge de Justice va estrenar-se l'11 de setembre de 2005. Justice també va tenir papers en altres dues pel·lícules aquell any. Va fer el paper de Rose al telefilm Silver Bells, que va esdevenir un Hallmark Hall of Fame.

El 2006, durant el rodatge de Zoey 101, Justice va fer una aparició en l'episodi «Enjoy the Ride» de la sèrie Everwood. Va fer el seu debut cinematogràfic aquell any, quan li van donar un cameo en la pel·lícula Unknown. La pel·lícula va ser un fracàs econòmic, i va rebre crítiques barrejades. També el 2006, Justice va fer el paper secundari de Holly en la pel·lícula de suspens The Garden. La pel·lícula va rebre més aviat crítiques negatives. Justice es va centrar en les temporades tres i quatre de Zoey 101 el 2007 i 2008. Va llançar el seu senzill a mitjan 2007, mentre encara rodava Zoey 101. La cançó era una versió de la cançó de Vanessa Carlton, «A Thousand Milers». El 2009, volia un paper d'estrella convidada en un episodi de la sèrie de Nickelodeon The Naked Brothers Band. Participa com ella mateixa en l'especial televisiu, titulat Valentine Dream Date. No va fer plans de tornar a l'estudi d'enregistrament fins al 2009, amb el musical de Nickelodeon Spectacular! El personatge de Justice hi interpreta tres cançons. va protagonitzar al costat de Nolan Gerard Funk i Simon Curtis el musical, que es va emetre a Nickelodeon el 16 de febrer de 2009 Va ser una de les pel·lícules més populars de Nickelodeon, atraient als Estats Units una audiència de 3,7 milions de televidents en la seva nit d'estrena. La pel·lícula va rebre una crítica generalment positiva, i va tenir una taxa d'aprovació del 76 % al web Rotten Tomatoes a partir de 2011.
Després de l'èxit de l'especial de The Naked Brothers Band, Justice va aparèixer en un altre episodi, The Premiere, l'11 d'abril de 2009. Posteriorment va aparèixer en episodis de iCarly, True Jackson, VP i The Troop, i al programa BrainSurge. Justice va anunciar el 2009 que estaria treballant en una pel·lícula de suspens. Més tard es va anunciar que la pel·lícula comptaria amb Dylan Sprouse i Cole Sprouse. A diferència dels plans inicials d'una versió per sales, la pel·lícula tenia una versió preliminar limitada el 12 de desembre de 2009, i va ser retornada a la postproducció. Malgrat això, el llançament de la pel·lícula a tot el món va ser cancel·lat.

### 2010— 13: Victorious

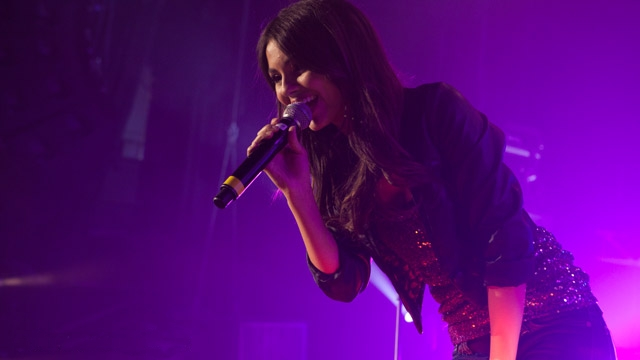
Justice cantant el 2011.

Justice ha rebut una oferta per realitzar el seu propi programa musical a Nickelodeon anomenat Victorious, i en va explicar la gènesi així: «Jo estava a Zoey 101, tenia dotze anys, Dan Schneider em va llançar com un nou personatge, Lola Martinez, vaig treballar amb ell durant tres anys, en tres temporades de Zoey 101. Després d'això, Dan es va assabentar que jo també podria cantar i ballar, així com actuar, per la qual cosa va pensar que seria genial crear un espectacle per a mi en Nickelodeon, anomenat Victorious. L'episodi pilot de la sèrie, que es va presentar com un especial, es va estrenar el 27 de març de 2010, i va rebre 5,7 milions d'espectadors, la qual cosa el converteix en la segon millor estrena nominal d'una sèrie de live-action de Nickelodeon. L'emissió original d'aquest episodi, que es va dur a terme just després dels premis Kids' Choice 2010, era un tall estès; totes les obertures posteriors van tenir diverses escenes i línies eliminades per ajustar-se al seu interval de temps.

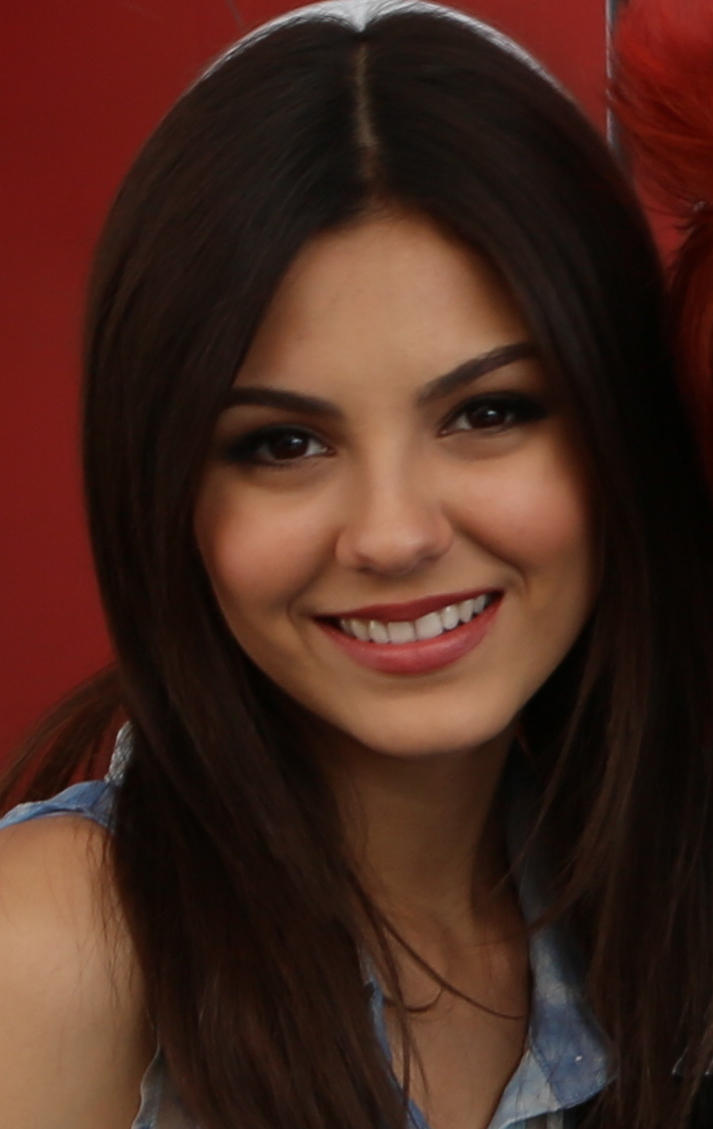
Justice el 2012.

Va tornar a l'estudi d'enregistrament per gravar la música per a la sèrie el 2010. Va gravar la primera cançó de la sèrie, que també hi serveix com la cançó principal, titulada «Make It Shine». Altres cançons de la sèrie són: «You're the Reason», «Beggin' on Your Knees» i «Best Friend's Brother». Justice va gravar el seu primer single oficial, «Freak the Freak Out», durant l'episodi «Victorious». Justice més tard va ser convidada a la sèrie animada Els pingüins de Madagascar, per fer el personatge de Stacy a l'episodi «Badger Pride». Va protagonitzar el telefilm de Nickelodeon de 2010 The Boy Who Cried Werewolf, on interpreta Jordan Sands, una noia que es transforma en una dona llop després de la seva mudança a un casal esgarrifós. La pel·lícula va atreure 5,8 milions d'espectadors a l'estrena i va pel·lícula va rebre crítiques generalment positives. Als Estats Units, la pel·lícula té actualment una ratio d'aprovació del 69 % a Rotten Tomatoes basada en 24 ressenyes. El 2011, l'elenc de iCarly, juntament amb el de Victorious va protagonitzar un episodi de Crossover, titulat iParty with Victorious. Això va ser la segona vegada que participa com artista convidada en iCarly, primer com Shelby Marx. Victorious va acabar el 2 de febrer de 2013 en arribar al seu límit de 60 episodis, sense tenir un final adequat.
En una entrevista de 2010 amb Associated Press, va declarar que està gravant un àlbum, però que no volia prendre el temps per escriure les cançons. Justice va llançar a iTunes una cançó de Victorious anomenada «Countdown», el 18 de febrer de 2012. Va ser gravada amb Leon Thomas III. El següent single «Take a Hint» va ser llançat a iTunes el 3 de març de 2012. Va ser el seu primer duo a Victorious amb Elizabeth Gillies. L'octubre de 2012, va anunciar que llançarà el seu àlbum d'estudi el 2012, que seria un l'àlbum «pop». Va fer el paper principal, Wren, en la comèdia Fun Size, publicada el 2012. La pel·lícula també va tenir com a actors Johnny Knoxville, Chelsea Handler i Josh Pence.

### 2013— 15: Actuació i nova música
El primer senzill com a solista «Gold» va ser llançat el 18 de juny de 2013. Té una cara-B titulada «Shake». L'11 d'octubre de 2013, va ser contractada per al paper de Lindy Sampson a l'Eye Candy de MTV, un thriller cibernètic basat en la novel·la de R.L. Stine. L'àlbum debut de Justice originalment havia de ser publicat en algun moment de 2014. No obstant això, l'agost d'aquest any, Billboard va revelar que Justice havia deixat Columbia Records, però estava gravant nova música, per ser llançat «en algun moment de l'any següent». àl seu canal oficial de YouTube dues cançons, «Caught Up in You» i «Girl Up», que va ser escrita per Justice i Toby Gad per al moviment del mateix nom, que ajuda a nenes en països en vies de desenvolupament.

### 2016— present: Nous projectes
El 20 d'octubre de 2016, Justice va interpretar a Janet Weiss, un dels papers principals de la pel·lícula musical de Fox The Rocky Horror Picture Show: Let's Do the Time Warp Again. És un homenatge a la pel·lícula de culte de 1975 del mateix nom i va ser dirigida per Kenny Ortega, utilitzant el guió original escrit per Richard O'Brien i Jim Sharman. Justice també va protagonitzar The Outcasts com Jodie. La pel·lícula es va estrenar el 14 d'abril de 2017.

### Anys 2020
Justice va acollir els premis Kids' Choice 2020 després de la decisió de Nickelodeon d'organitzar l'esdeveniment virtualment. El juliol del 2020, Justice va anunciar que s'havia convertit en membre de l'Acadèmia de la gravació. Aquell desembre, Justice va anunciar que el seu primer senzill en més de set anys es titularia Treat Myself. La cançó es va publicar l'11 de desembre de 2020 i és el primer senzill que va llançar com a artista independent. Això va ser seguit per un senzill titulat Stay, llançat el 12 de febrer de 2021. El següent senzill, Too F*ckin' Nice, va ser llançat el 28 de maig de 2021.
El 12 de març de 2021, Justice va interpretar a Brooke Gatwick a la pel·lícula de drama romàntic Trust. Per promocionar la pel·lícula, va llançar una portada de Everybody's Breaking Up de Billy Paul. Justice va interpretar a Cassie Garcia a la pel·lícula Afterlife of the Party, que es va estrenar el 2 de setembre de 2021 a Netflix. Juntament amb Spencer Sutherland i Jessica Rose Weiss, va llançar l'EP de la banda sonora amb la qual va interpretar i va coescriure una cançó titulada Home. Justice va interpretar Lola Alvarez a la pel·lícula de comèdia romàntica de Netflix Un maridatge perfecte, estrenada el 19 de maig de 2022. També es va unir al repartiment de la pel·lícula de comèdia California King i el thriller de misteri The Tutor, interpretant a una dona embarassada en aquesta última.
El 19 de febrer de 2023, coincidint amb el seu 30è aniversari, Justice va llançar el senzill Last Man Standing. Té previst llançar el seu àlbum d'estudi debut.

## Filantropia
Ha participat en diversos esdeveniments de caritat. Ha donat suport a organitzacions benèfiques com la Fundació de les Nacions Unides cosa que beneficia nombroses causes com la SIDA, nens, ambient, salut, drets humans i pau.

El 30 de setembre de 2010, es va unir a la Campanya de Caritat Girl Up pel llançament oficial de la campanya a la ciutat de Nova York, i va comentar aquest pas:
| « | Estic molt emocionada d'esdevenir un campiona de Girl Up per ajudar a fer una diferència per a les nenes que no reben les mateixes oportunitats que la majoria de nosaltres donem per descomptat. Sé que hi ha un munt de nenes en tot el país, que són com jo –llestes i motivades– per defensar els drets i el benestar de les nenes al món en desenvolupament. Estic segur que, junts, podem reeixir el desafiament. | » |

	
La campanya viatja a ciutats dels Estats Units per activar i implicar adolescents de costa a costa. Va tenir l'oportunitat de visitar els programes als països en desenvolupament per observar de primera mà l'impacte que poden tenir en les nenes i comunitats. Durant una entrevista a Seventeen, Justice va dir:
| « | Jo estava mirant en diferents organitzacions benèfiques i sentir aquestes nenes a Guatemala i Àfrica parlar d'haver de caminar milles per a l'aigua i plorant perquè no tenen diners per anar a escola. Realment em va trencar el cor, per la qual cosa vull difondre la paraula com […] tot el que pugui i aconseguir altres persones que treballen juntes abans de saber que en realitat podem marcar una diferència. | » |

Justice també ha donat suport als hospitals de nens. El juny de 2012, la «música ho fa millor», campanya llançada per Infantil del Centre Mèdic Nacional, amb anuncis de Justice, Justin Bieber i The Band Perry. La campanya té com a objectiu acostar la música, les arts, i altres programes per als nens mentre estan a l'hospital.

## Filmografia
Les seves pel·lícules més destacades són:
- 2003: Gilmore Girls - Jill (2)
- 2005: Mary - Stella
- 2005: When Do We Eat? - Jove Nikky
- 2005: Silver Bells - Rose
- 2005: The Suite Life Of Zack and Cody - Rebecca
- 2005 - 2008: Zoey 101 - Lola Martínez
- 2006: Everwood - Thalia Thompson
- 2006: The Garden - Holly
- 2006: Unknown - Filla
- 2008: The Kings Of Appeltown - Betsy
- 2009: The Naked Brothers Band - Ella mateixa
- 2009: iCarly - Shelby Marx
- 2009. True Jackson VP - Vivian
- 2009: Spectacular! - Tammi Dyson
- 2010: The Boy Who Cried Werewolf - Jordan Sands
- 2010 - 2012: Victorious - Tori Vega
- 2010: The Troop - Fada Eris
- 2010: The Penguins Of Madagascar - Stacy (Paper de veu)
- 2010: 7 Secrets With... - Ella mateixa
- 2011: iCarly - Tori Vega
- 2012: The First Time - Jane Harmon
- 2012: Fun Size - Wren De Sanctis
- 2012: Figure it out - Ella mateixa
- 2013: Big Time Rush
- 2013: Jungle Master - Rainie
- 2015: Get Squirrely - Lola
- 2015: Naomi and Ely's No Kiss List - Naomi Mills
- 2017: The Outcasts  - Jodie Schellenberger[48]
- 2018: Bigger - Kathy Weider
- 2019: Summer Night - Harmony
- 2021: Trust  - Brooke Gatwick
- 2021: Afterlife of the Party - Cassie Garcia
- 2022: A Perfect Pairing - Lola Alvarez
- 2023: The Tutor